# Arthropodium milleflorum
Arthropodium milleflorum är en sparrisväxtart som först beskrevs av Dc., och fick sitt nu gällande namn av James Francis Macbride. Arthropodium milleflorum ingår i släktet Arthropodium och familjen sparrisväxter. Inga underarter finns listade i Catalogue of Life.